# 138
El año 138 (CXXXVIII) fue un año común comenzado en lunes del calendario juliano, en vigor en aquella fecha.
En el Imperio romano el año fue nombrado el del consulado de Níger y Camerino, o menos frecuentemente, como el 891 ab urbe condita, siendo su denominación como 138 a principios de la Edad Media, al establecerse el Anno Domini.

## Acontecimientos

### Imperio romano
- 25 de febrero: en Roma el emperador Adriano adopta a Antonino Pío con la condición de que este adopte a Marco Aurelio.
- 1 de marzo: en la provincia Gansu (China, 35°48′N 103°30′E / 35.8, 103.5) sucede un terremoto de 6,8 grados en la escala sismológica de Richter (intensidad de IX en la escala de Mercalli). Se desconoce el número de víctimas.[1]
- 10 de julio: Antonio Pío sucede al emperador Adriano.
- En Filadelfia (la actual Amán) comienza la construcción del teatro.

## Nacimientos
- Han Zhidi, emperador de la dinastía Han (f. 146).
- Marco Ummidio Cuadrato, político romano.
- Dong Zhuo, señor de la guerra chino.

## Fallecimientos
- 1 de enero: Lucio Elio César, cónsul romano y heredero de Adriano.
- 10 de julio: Adriano, emperador romano. Le sucede su hijo adoptivo, Antonino Pío. Durante su mandato, las estructuras socioeconómicas y políticas se mantuvieron estables.[2]
- Zenobio, sofista griego.